# 2-я ударная армия
2-я уда́рная а́рмия — оперативное войсковое объединение (ударная армия) РККА в составе ВС СССР в годы Великой Отечественной войны.
Сокращённое действительное наименование, в боевых и служебных документах — 2 УА.

## Формирование
Армия сформирована по директиве № 004097, от 24 октября 1941 года, в Приволжском военном округе (в Мордовской и Чувашской АССР) с непосредственным подчинением её Ставке Верховного Главнокомандования как 26-я резервная армия. Штаб армии развернулся близ Алатыря. В состав армии первоначально были включены семь стрелковых дивизий. По директиве Ставки ВГК № 494 от 25 ноября 1941 года армия в составе семи стрелковых и двух кавалерийских дивизий начала переброску в район Ногинск, Воскресенск, Коломна, Орехово-Зуево для прикрытия возможного прорыва противника по коломенскому направлению. Штаб армии развернулся в Егорьевске. К 1 декабря 1941 года в армии оставались уже всего две стрелковые и две кавалерийские дивизии (остальные переданы в другие соединения) и армия была усилена стрелковой дивизией и двумя стрелковыми бригадами. Задача у армии оставалась прежней; штаб армии передислоцирован в Коломну. К середине декабря 1941 года в армии осталась только одна стрелковая дивизия при семи стрелковых бригадах и 18 декабря 1941 года армия была включена в Волховский фронт и начала развёртываться в районе Зеленщина, Малая Вишера, Новая, Посад, Вычерема, Мощаница, штаб армии расположился в деревне Фальково Новгородской области. 25 декабря 1941 года армия переименована во 2-ю ударную армию
В составе действующей армии с 25 декабря 1941 по 30 сентября 1944 и с 16 октября 1944 по 9 мая 1945 года.

## Боевой путь

### 1942
Армия начала боевой путь участием в Любанской операции
Перед армией в первоначальном, широкомасштабном варианте операции, стояла задача наступления с рубежа Волхова на станцию Чаща, разъезд Низовский с дальнейшим ударом на Лугу. Армия начала разворачиваться с конца декабря 1941 года по Волхову, между 52-й армией слева и также вновь прибывшей 59-й армией справа, 52-й армией на рубеже приблизительно от Дубровки до Селищенского посёлка.
Попытка форсирования Волхова в полосе армии тем, что было, не удалась вообще: только в первые полчаса боя армия потеряла более 3000 человек убитыми и ранеными. Атаки продолжались и 8 января 1942 года, когда в бой были разрозненно введены 4 стрелковые бригады, — и снова безуспешно. Вновь армия перешла в наступление 13 января 1942 года, на этот раз удачнее, воинам армии удалось зацепиться за плацдармы на западном берегу Волхова. В первые три дня наступления армия прорывает первую полосу обороны противника и расширяет плацдарм: 15-16 января 1942 года 327-я стрелковая дивизия, освободив деревни Бор, Костылево, Арефино и Красный Посёлок, расширила плацдарм. Однако в глубину наступление развивалось медленнее. Лишь 24 января 1942 года армия, сократив свой фронт наступления за счёт расширения полосы 59-й армии и введя в бой второй эшелон, взяла деревню Мясной Бор, таким образом, прорвав оборону противника.

2-я ударная армия несколько раз прорывала оборону противника, но немцы, несмотря на большие потери, опять восстанавливали линию фронта. Основной причиной наших неудач был недостаток снарядов и господство немецкой авиации в воздухе. Наконец, после новых трёхдневных атак, 2-я ударная армия овладела Мясным Бором и прорвала на этом направлении главную полосу обороны.— К. А. Мерецков, [militera.lib.ru/memo/russian/meretskov/22.html  "На службе народу", 2-я ударная и другие]

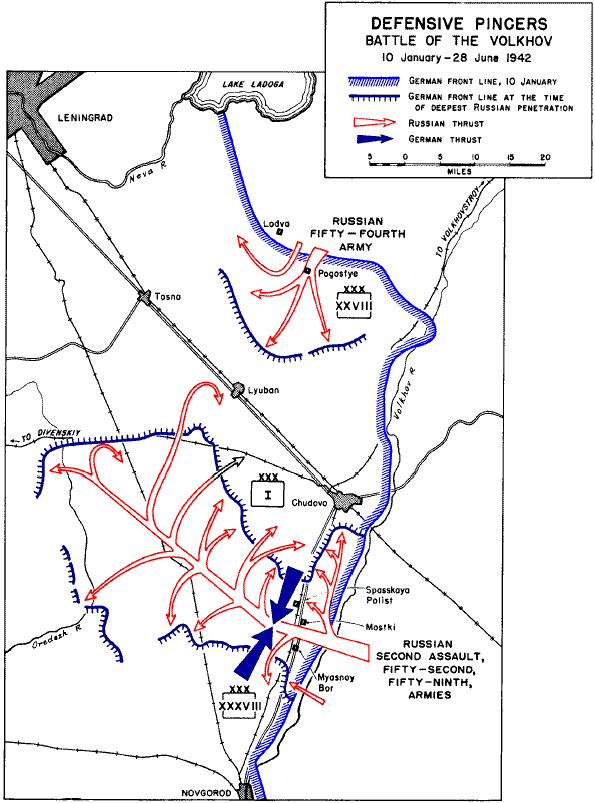

После этого наступление армии в глубину развивалось быстрее: если прорыв двух рубежей обороны глубиной около 10 километров занял две недели, то затем соединения 2-й ударной армии в течение пяти дней углубились на расстояние более 30 километров, до села Вдицко.
25 января 1942 года в прорыв был введён 13-й кавалерийский корпус Гусева и он, являясь ударной группировкой армии, в течение февраля 1942 года сумел продвинуться на подступы к Любани, к деревне Красная Горка. Одновременно части армии пытались расширить горловину прорыва, но максимум, что удалось сделать к середине февраля 1942 года — это на северном фасе прорыва взять опорные пункты Мостки и Любино Поле, расширив коридор до 12 километров (и это был максимум), а на южном фасе не удалось расширить коридор почти совсем: опорный пункт в Любцах удерживался противником. При этом расширялась занятая армией территория за коридором, туда вводились всё новые и новые части, южный фас коридора вообще был передан 52-й армии, за Спасскую Полисть, которая являлась краеугольным камнем в обороне противника на севере коридора, вела безуспешные бои 59-я армия, а от 2-й ударной требовалось одно — углубляться в оборону противника. От командования армией категорично было потребовано не позднее 1 марта 1942 года взять, наконец, Любань (части ударной группы уже в конце февраля приблизились к окраинам города, но были отсечены).
15 марта 1942 года войска противника перешли в наступление с целью перекрыть 12-километровый коридор у Мясного Бора и таким образом окружить 2-ю ударную армию, и 17 марта 1942 года кольцо замкнулось. Бои за коридор велись вплоть до 2 апреля 1942 года: сначала советские войска прорывали коридор, затем немецкие части вновь его закрыли и начали расширять зону прорыва, затем советские войска вновь прорвали коридор шириной до 800 метров и к началу апреля 1942 года расширили его до 2,5 километра. После полумесячного отсутствия коммуникаций 2-я ударная армия начала испытывать нехватку во всех видах снабжения: боеприпасах, пище, фураже, топливе, и эта нехватка с течением времени только обострялась. Тем не менее, командование продолжало ставить задачи армии на наступление, что она выполнить не могла, и 16 апреля 1942 года тяжело больной генерал-лейтенант Н. К. Клыков был отстранён от командования армии и отправлен в тыл.

20 апреля 1942 года генерал-лейтенант Андрей Андреевич Власов был назначен командующим 2-й ударной армии, оставаясь по совместительству заместителем командующего Волховского фронта.
21 апреля 1942 года командующий Ленинградского фронта (куда армия вошла вместе со всем Волховским фронтом) М. С. Хозин получил устное приказание о разработке плана вывода армии из котла, 30 апреля 1942 года армия прекратила наступательные действия (реально, они практически прекратились почти за месяц до того). Знамя армии было отправлено самолётом в тыл. С 12 мая 1942 года армия начала поэтапно, прикрываясь арьергардами, сниматься с позиций и отходить к коридору у Мясного Бора. Некоторые части были выведены ещё до общего наступления.
С 22 мая 1942 года немецкие войска усиливают нажим на войска 2-й ударной армии и развёртывают части в районе коридора, где жестокие бои не утихали весь май 1942 года. 30 мая 1942 года при поддержке штурмовой авиации немецкие войска переходят в наступление и 31 мая 1942 года наглухо закрывают коридор, расширив заслон до 1,5 километра. В котле оказались 40 157 человек в строю (по состоянию на 1 июня 1942 года). При этом по состоянию на 25 июня 1942 года в госпитале армии насчитывалось ещё около 12 000 раненых. Какая-то часть из них получила ранения в июне 1942 года и учтена в цифре 40 157 человек на 1 июня, какая-то часть была ранена до 1 июня и не учтена в данной цифре. Снабжение армии, и так совершенно недостаточное, прекратилось совсем, вплоть до того, что фиксировались случаи каннибализма.
После закрытия коридора отвод войск армии к нему не прекратился, а продолжался. С боями, под нажимом противника, авиационными налётами, к Мясному Бору стекались остатки армии из котла, который соответственно, уменьшался в размерах. На 20 июня 1942 года в окружении оставались в строю 23 401 человек — к этому времени все остатки армии сконцентрировались близ Мясного Бора. 21 июня 1942 года в тяжелейших боях, с огромными потерями, войскам 2-й ударной армии с запада и войскам 59-й армии удалось пробить коридор шириной 250—400 метров и в коридор хлынул поток спасающихся воинов 2-й ударной.
…весь коридор был завален трупами в несколько слоёв. Танки (советские — ВП) шли прямо по ним и гусеницы вязли в сплошном месиве человеческих тел. Кровавые куски забивали траки, машины буксовали и танкисты прочищали гусеницы заранее заготовленными железными крючьями… 
Коридор, расширенный до километра, держался в ожесточённых боях до 23 июня 1942 года, когда был снова перекрыт. К утру 24 июня 1942 года советские войска вновь смогли пробить коридор шириной 800—1100 метров, и снова туда устремились воины 2-й ударной. К вечеру того же дня коридор сузился до 300 метров, но советские воины продолжали выходить через насквозь простреливаемое пространство, но коридор вновь был закрыт. Последний раз поздним вечером 24 июня 1942 года коридор шириной в 250 метров был восстановлен, и в течение ночи 25 июня 1942 года некоторое количество бойцов успело прорваться к своим. Одновременно с выходом по основному коридору отдельным частям и подразделениям удавалось организовать свои частные прорывы, также некоторое количество солдат и офицеров вышло разрозненно. Утром 25 июня 1942 года коридор был перекрыт окончательно, остатки армии, которым не удалось выйти, сгрудились на пятачке площадью 1,5-2 километра у деревни Дровяное Поле, и были уничтожены (взяты в плен).
8 июня 1942 года командующий Волховской группой войск Ленинградского фронта М. С. Хозин снят с должности с формулировкой:

За невыполнение приказа Ставки о своевременном и быстром отводе войск 2-й ударной армии, за бумажно-бюрократические методы управления войсками, за отрыв от войск, в результате чего противник перерезал коммуникации 2-й ударной армии и последняя была поставлена в исключительно тяжелое положение 
27 июня 1942 года командование фронтом осуществило ещё одну попытку прорыва, закончившуюся безуспешно, и к 28 июня 1942 года армия фактически прекратила существование. После этого дня у Мясного Бора не вышел из окружения ни один человек. При этом на других участках фронта (в том числе на таких отдалённых, как участок 27-й армии) солдаты и офицеры 2-й ударной выходили ещё в августе 1942 года. Из окружения за весь период вышли по разным оценкам от 13 до 16 тысяч воинов, остальные попали в плен или были убиты (по немецким данным в плен взято около 30 000 человек, по докладу Особого отдела Волховского фронта судьба 27 139 человек осталась неизвестной). Командующий армией А. А. Власов сдался в плен.
С 15 июля 1942 года армия восстанавливается в районе Назия — Путилово. Ядром для восстановления армии послужила отличившаяся в боях 327-я стрелковая дивизия.
Перед Синявинской операцией армия находилась в третьем эшелоне фронта.
Собственно армия так и не восстановилась: к концу августа 1942 года в армии имелись только две стрелковые дивизии, миномётный полк и два дивизиона тяжёлых гвардейских реактивных миномётов. Тем не менее, армия была введена в прорыв 8 сентября 1942 года после того, как 8-я армия исчерпала свои наступательные возможности. По введению в бой армии, ей были переподчинены 4-й и 6-й гвардейские стрелковые корпуса. По существу, силы советских войск особо не увеличились, так как подчинённые армии соединения уже участвовали в боях и понесли тяжёлые потери. Тем не менее, армии удалось уничтожить несколько опорных пунктов в районе восточнее и южнее Синявино, но на большее её не хватило. 11 сентября 1942 года в директиве командующего Волховским фронтом указывалось, что боевые действия армии «по существу ограничивались отражением контратак противника и незначительным продвижением на правом фланге 4-го гвардейского стрелкового корпуса». Уже 10 сентября 1942 года немецкое командование сочло, что наступление отражено, и части противника нанесли удар по горловине прорыва. Завязались встречные бои, последними успехами войск армии явились атаки 17 сентября 1942 года. 21 сентября 1942 года немецкие войска возобновили наступление и замкнули у Гайтолово 25 сентября 1942 года окружение, в которое попала большая часть войск армии. На этот раз советское командование не стало ожидать и уже 29 сентября 1942 года директивой Ставки ВГК № 170629 распорядилось о выводе войск 2-й ударной из окружения. Несмотря на довольно быстро принятое решение, армия понесла существенные потери. Из кольца окружения 29-30 сентября 1942 года вышли только 4684 человека из состава армии. Немецкое командование отчиталось о 12 370 пленённых солдат и офицеров из числа 2-й ударной и 8-й армии.
С 25 октября 1942 года армия в составе фронта перегруппируется на север, ближе к Ладожскому озеру, пополняется и укомплектовывается в преддверии планируемого прорыва блокады Ленинграда. 2 декабря 1942 года был утверждён план прорыва блокады (Операция «Искра»), которым проведение операции со стороны Волховского фронта возлагалось на 2-ю ударную армию.

### 1943
Перед началом операции в составе 2-й ударной армии насчитывалось 165 тысяч человек, 2206 орудий и миномётов калибром от 76 миллиметров и выше (по другим данным) и 225 (217) танков (38 тяжелых, 131 средний и 61 лёгкий) (по другим данным 68, 115 и около 100 соответственно). Полоса прорыва армии по фронту составляла около 12 километров от деревни Липки на берегу Ладожского озера и до Гайтолово и на километр приходилось в среднем до 180 орудий, а например в полосе наступления 327-й стрелковой дивизии до 360 орудий и миномётов. На прямую наводку было выставлено около 250 орудий. 2-ю ударную в наступлении поддерживали 395 (447) боевых самолётов 14-й воздушной армии.
Перед 2-й ударной армией была создана мощная укреплённая полоса, состоящая из опорных пунктов, соединённых в единую систему двумя дерево-земляными валами высотой до полутора и толщиной до двух метров. Зимой валы были облиты водой, что превратило их в ледяные. На переднем крае было свыше 400 пулемётных точек и артиллерийских орудий, сплошная сеть заграждений и минных полей. Оборона противника насчитывала три рубежа траншей. Противостояли наступлению части XXVI армейского корпуса (1-я и 223-я пехотные дивизии))
Задачей армии являлся прорыв обороны противника на участке от Липок до Гайтолово и, нанося главный удар в направлении Синявино, выйти на рубеж Рабочий посёлок № 1, Рабочий посёлок № 5, Синявино, а в дальнейшем наступать на запад до соединения с войсками Ленинградского фронта.
В ночь с 10 на 11 января 1943 года части армии сосредоточились в 300—500 метров от первой полосы обороны противника. В 9-30 12 января 1943 года в полосе армии началась артиллерийская и авиационная подготовка и в 11-15 армия перешла в наступление. В первый день наступления удалось прорвать первую полосу обороны противника и выйти к опорным пунктам. В первом эшелоне наступали с севера на юг 128-я стрелковая дивизия (вышла южнее Липок) и 372-я стрелковая дивизия (к Рабочему посёлку № 4). 256-я стрелковая дивизия, наступавшая на Рабочий посёлок № 8, находившийся в центре оборонительной полосы противника, не смогла взять опорный пункт, а продвинуться севернее и южнее не смогла ввиду фланкирующего огня из посёлка. 327-я стрелковая дивизия, хорошо усиленная танками и артиллерией, сумела почти полностью захватить крупный опорный пункт Роща «Круглая», но в том районе развязались сильные встречные бои. Южнее 376-я стрелковая дивизия завязла в боях за Гайтолово. Соединения 2-й ударной армии в первый день вклинились в оборону противника на 1-3 километра. На второй день наступления был введён второй эшелон: к Рабочему посёлку № 8 — 18-я стрелковая дивизия с 98-й танковой бригадой (успеха не достигли), у Гайтолово — 71-я стрелковая дивизия (также практически без успеха). К вечеру 13 января 1943 года войска армии могли похвастаться выходом к Рабочему посёлку № 4 и выходом южнее Липок; на остальных участках велись тяжёлые бои. Резервы вводились по частям, и поэтому решающего перелома не наступало. 14 января 1943 года был достигнут некоторый успех: 256-я стрелковая дивизия сумела взять станцию Подгорная и продолжила наступление на юг, выйдя на подступы к Синявино; также 191-я стрелковая дивизия, взяв Рабочий посёлок № 7, вышла к посёлку Синявино с северо-востока. В целом войска армии, блокировав Рабочий посёлок № 8, вышли на линию Рабочих посёлков № 4 и 5, а 128-я стрелковая дивизия окружила деревню Липки. 15 января 1943 года наконец был взят Рабочий посёлок № 8 и к 18 января 1943 года в упорных боях войска 2-й ударной армии закончили уничтожение противника в Рабочих посёлках № 4 и № 8, овладели опорным пунктом в Липках, вышли к Рабочим посёлкам № 1 и 5, заняли завод ВИМТ и станцию Синявино.

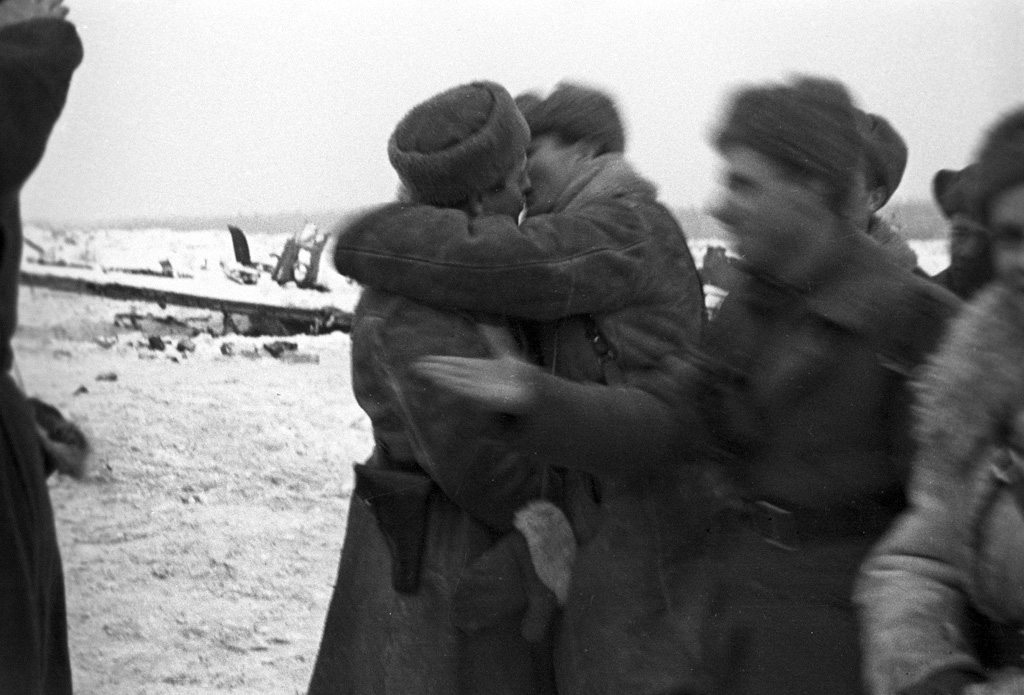
Встреча воинов 2-й ударной и 67-й армий. Фото Дмитрия Козлова.

Утром 18 января 1943 года 372-я стрелковая дивизия из состава армии встретилась в Рабочем посёлке № 1 с авангардом 123-й стрелковой бригады 67-й армии, прорвав, наконец, блокадное кольцо. К полудню того же дня воины 136-й стрелковой дивизии и 61-й отдельной танковой бригады в Рабочих посёлках № 1 и 5 соединились с частями 18-й стрелковой дивизии из состава 2-й ударной армии. Немецкие части у Шлиссельбурга и Липок (так называемая группа Хюнера) оказались в окружении и, оставив тяжёлое вооружение, сумели выйти к 20 января 1943 года в район Синявино.
После соединения фронтов обе армии повернули на юг. Операция «Искра» в том варианте, в котором планировалась, отнюдь не была закончена. Что касается 2-й ударной армии, то она, завязав бои за Рабочий посёлок № 6 западнее Синявино с 20-21 января, 1943 года приступила к штурму Синявино, наступая на него с трёх сторон: с запада, севера и востока, а также пыталась прорвать оборону противника в лесу, между Синявино и деревней Гонтовая Липка. Однако все атаки армии, продолжавшиеся более месяца, оказались безуспешными. К 30 января 1943 года армия вышла на рубеж южнее Рабочего посёлка № 6 к дороге Синявино — Мустолово, южнее станции Подгорная и Рабочего посёлка № 7 и до Гонтовой Липки, которая была взята советскими войсками (впоследствии оставлена). Хорошо укреплённые Синявинские высоты, на которые противник к тому же к концу января 1943 года стянул значительные резервы, остались в руках противника. Только за последнюю декаду января 1943 года армия потеряла убитыми и ранеными около 43000 человек. 27 февраля 1943 года 2-я ударная армия, так же, как и все остальные армии фронта, перешла к позиционной обороне. Разграничительная линия с 67-й армией проходила по линии Рабочий посёлок № 1 — Рабочий посёлок № 6, с 8-й армией — у Гайтолово.
После операции «Искра» армия практически весь 1943 год находилась в обороне на занимаемом рубеже, при том, что войска Волховского и Ленинградского фронтов (с 28 февраля 1943 года армия находилась в составе Ленинградского, с 8 марта 1943 в составе Волховского, с 16 апреля 1943 вновь в составе Ленинградского фронтов) провели ряд наступательных операций, в том числе получившие потом название Красноборско-Смердынской и Мгинской. Очевидно, что высшее командование сочло бесперспективным наступление на Синявинские высоты с фронта, и пыталось срезать мгинско-синявинский выступ под основание.
В конце октября 1943 года управление армии было снято с позиций (линия фронта под Ленинградом уменьшилась: немецкие войска снялись с позиций в роще «Круглая» и оставили плацдарм у Киришей), армия получила в командование другие соединения (смотри соответствующую таблицу) и с 5 ноября 1943 года начала по морю скрытную переброску из Ленинграда на Ораниенбаумский плацдарм, в преддверии Красносельско-Ропшинской операции. Армейское полевое управление было переброшено на плацдарм 7 ноября 1943 года и расположилось в Большой Ижоре. Полностью переброска армии завершилась уже после начала операции, 21 января 1944 года. Всего было переброшено около 53 тысяч человек, 2300 автомашин, тракторов, 214 танков и бронемашин, 700 орудий и миномётов, 5800 тонн боеприпасов, 4 тысячи лошадей, 14 тысяч тонн иных воинских грузов.

### 1944
Перед армией стояла задача прорвать оборону противника на гостилицком направлении, взять Ропшу, соединиться с войсками 42-й армии, тем самым окружить и уничтожить группировку противника в районе Петергоф — Стрельна, и в дальнейшем развивать наступление на Кингисепп и Гатчину.
Командованием армии было принято решение сосредоточить наступление на юго-восточном фасе плацдарма, в полосе в 10,5 километра. На левом фланге и на длинном правом фланге армии, войска держали оборону. Для прорыва были сосредоточены два (43-й и 122-й) стрелковых корпуса. На узком участке прорыва было достигнуто трёхкратное превосходство в живой силе и более чем четырёхкратное — в танках, орудиях и миномётах. В наличии имелось 169 танков и 20 самоходно-артиллерийских установок. Наступление должны были поддерживать 280 самолётов ВВС Балтийского флота. При этом, для введения в заблуждение, демонстрировались признаки готовящегося наступления на правом фланге плацдарма, в направлении на Копорье.
Против войск армии оборонялись 3-й танковый корпус СС, которому подчинялись 9-я и 10-я авиаполевые дивизии, в известной мере имевшие ограниченную боеспособность, 4-я полицейская моторизованная дивизия СС, 11-я добровольческая моторизованная дивизия СС «Нордланд» и на подходе была 4-я добровольческая моторизованная бригада СС «Недерланд».
В 9-35 14 января 1944 года в полосе армии началась мощная артиллерийская подготовка, в которой участвовала в основном артиллерия КБФ, как береговая, так и корабельная (корабельной — 77 орудий, береговой стационарной — 62, береговой железнодорожной — 61 калибром от 100 до 406 миллиметров) и в 10-40 войска армии перешли в атаку. Основную ударную мощь армии составлял 43-й стрелковый корпус. 48-я стрелковая дивизия наступала на правом фланге корпуса по направлению Перелесье — Жеребятки — Кожерицы. 90-я стрелковая дивизия наступала на Гостилицы — Дятлицы. Левее на Порожки наступала 131-я стрелковая дивизия, а правее войск корпуса на Новую Бурю — Заостровье наступала 48-я морская стрелковая бригада. Первая полоса обороны противника была быстро прорвана, 90-я стрелковая дивизия уже к середине первого дня наступления взяла Гостилицы. Преодолев первое замешательство, командование 3-го танкового корпуса, перегруппировавшись и подтянув ряд частей (61-ю пехотную дивизию), 15 января 1944 года нанесло ряд чувствительных контрударов. Ряд населённых пунктов переходил из рук в руки. За первые два дня наступления армии хотя и удалось прорвать первую полосу обороны, но продвинуться она смогла лишь на расстояние около 6 километров. Только к 17 января 1944 года удалось прорвать оборону противника и расширить фронт прорыва до 23 километров. В этот день в бой был введён армейский танковый резерв, состоявший из 152-й танковой бригады, полка самоходной артиллерии, артиллерийского пушечного полка, стрелкового батальона и двух сапёрных рот, который начал продвижение в направлении Кипень — Ропша. Немецкое командование отдавало себе отчёт в том, что прорыв обороны вёл к окружению группировки у Петергофа и Стрельны и отдало приказ об отходе, таким образом бои против 2-й ударной армии свелись к удержанию коридора. 18 января 1944 года в бой был введён второй эшелон армии — 108-й стрелковый корпус, с задачей выйти на рубеж Волосово, Большие и Малые Горки, Ропша и в дальнейшем наступать в направлении на Красное Село. 19 января 1944 года Ропша была взята, а 20 января 1944 года юго-восточнее Ропши части 168-й стрелковой дивизии встретились с передовым отрядом 42-й армии, наступавшей от юго-западных окраин Ленинграда. Таким образом, кольцо окружения замкнулось, но оно было недостаточно плотным, и к 20 января 1944 года немецкие части в большинстве вышли из окружения, однако оставив тяжёлое вооружение, транспорт и снаряжение. По немецким данным в плен попало около 1000 человек, и в виде трофеев оставлено 265 орудий, из них 85 тяжёлых.

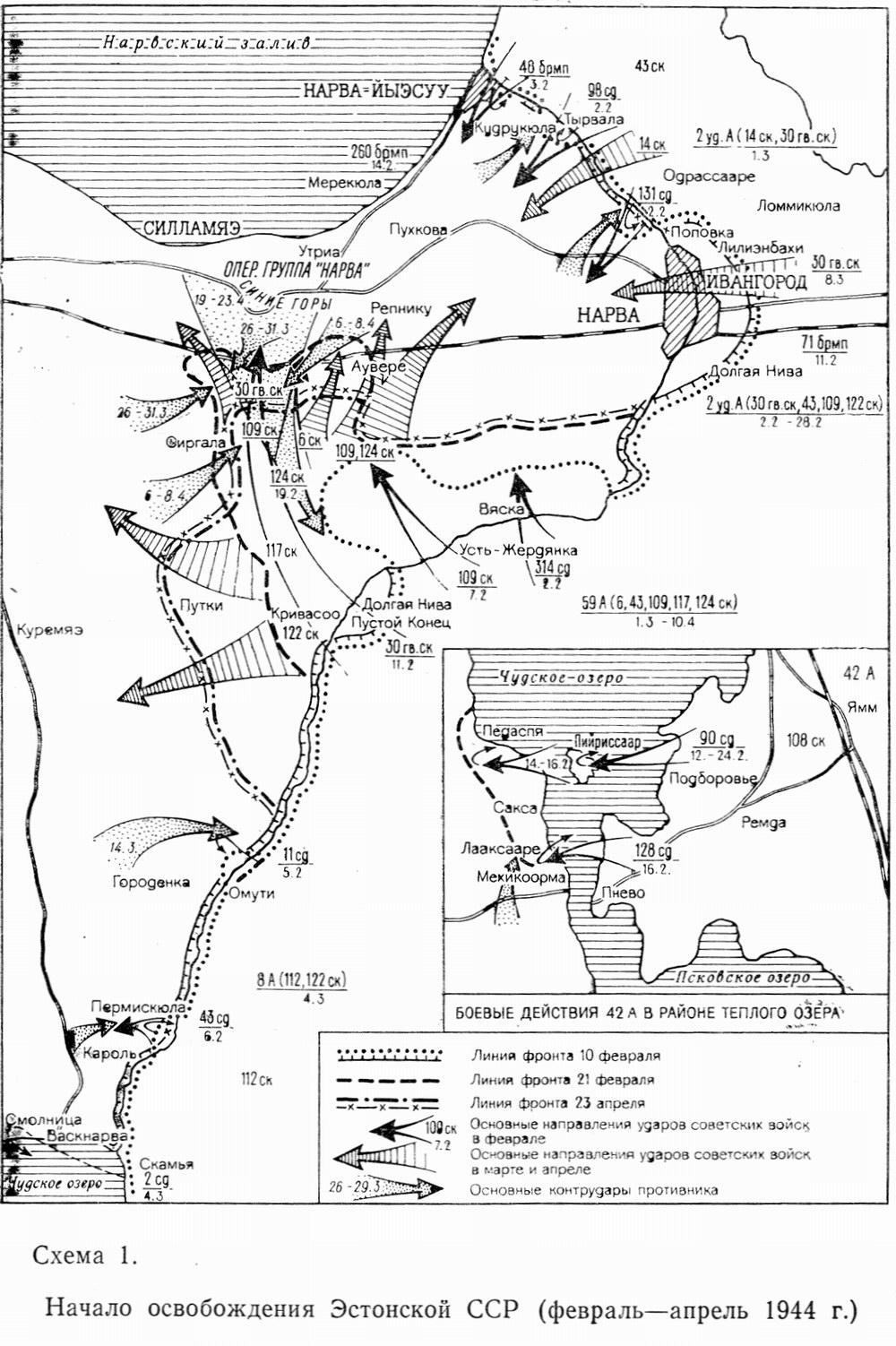
2-я ударная армия в боях за Нарву во время Ленинградско-Новгородской операции, февраль-апрель 1944 года.

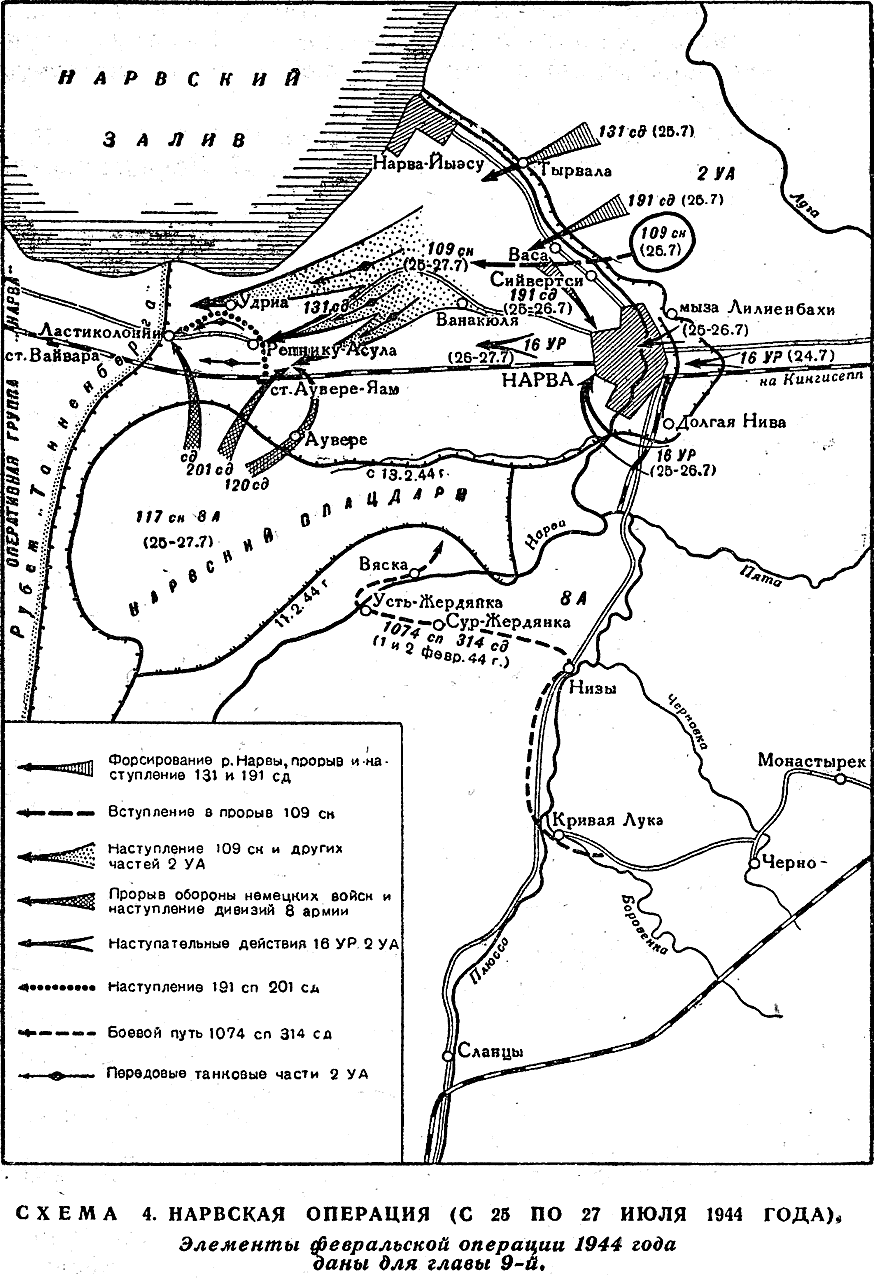
2-я ударная армия в освобождении Нарвы, июль 1944 года.

После выхода на железную дорогу Гатчина — Кингисепп, армия развернулась фронтом на запад и с 24 января 1944 года начала наступление в направлении Кингисеппа, ведя бои с арьергардами противника, отходившего на линию «Пантера». 27 января 1944 года части армии с тяжёлыми боями взяли Волосово, и вскоре вышли на реку Луга. Армии была поставлена задача прорвать промежуточный рубеж обороны противника по западному берегу реки на фронте Куровицы, Киноши, ко 2 февраля 1944 года выйти на рубеж реки Нарвы и захватить плацдармы севернее и южнее города Нарвы. 31 января 1944 года армия форсировала Лугу и завязала бои за Кингисепп, где противник пытался задержаться, но всё-таки 1 февраля 1944 года Кингисепп был освобождён. К 3 февраля 1944 года передовые отряды армии вышли к Нарве и захватили ряд плацдармов южнее и севернее города. При этом противник продолжал удерживать предмостный плацдарм на восточном берегу реки Нарвы в районе Ивангорода. К тому времени противник сумел несколько перегруппироваться и создал в полосе наступления армейскую группу «Нарва», в которую входили 3-й танковый корпус СС и 26-й армейский корпус. В тяжёлых боях в районе Нарвы в феврале-марте 1944 года части 8-й армии сменили части 2-й ударной армии на плацдарме южнее город и сумели его расширить (Ауверский плацдарм или Нарвский плацдарм) по фронту до 18 и в глубину до 15 километров, но дальнейшие попытки развить наступление и взять город оказались безуспешными. В марте-апреле 1944 года немецкие войска (при помощи в том числе подошедшей 20-й эстонской дивизии СС) постоянно наносили контрудары с целью выбить советские войска с западного берега реки Нарвы. В полосе 2-й ударной армии противнику удалось ликвидировать все советские плацдармы на западном берегу реки севернее города, о чём не упоминается в мемуарах И. И. Федюнинского, командующего армией на тот момент.

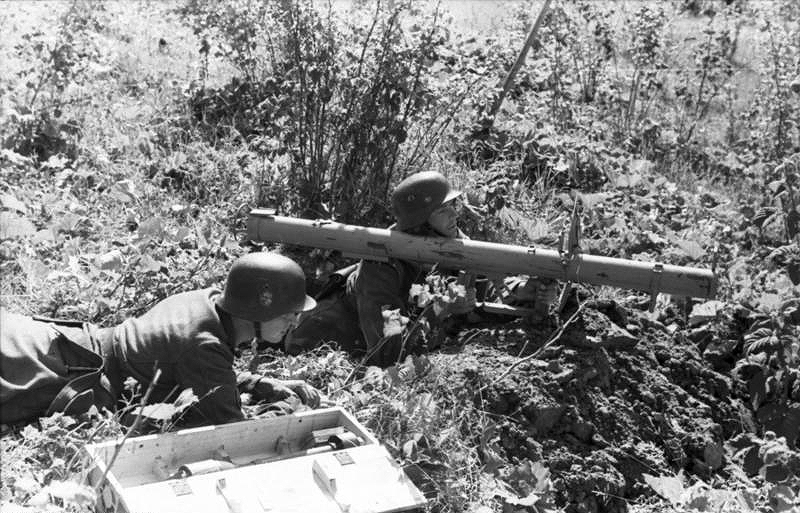
Эстонские эсэсовцы в бою в августе 1944

 К концу апреля положение в полосе 2-й ударной армии стабилизировалось: армия занимала оборону по рубежу реки Нарва от города Нарва до Финского залива, а Ауверский плацдарм занимали части 8-й армии, сменившие здесь войска 59-й армии.
С 25 июля 1944 года армия участвует в Нарвской наступательной операции. Перед армией стояла задача перейти в наступление после того, как 24 июля 1944 года перейдёт в наступление с плацдарма западнее Нарвы 8-я армия. Прорвав оборону, дивизии первого эшелона армии должны были наступать в юго-западном и южном направлениях до соединения с войсками 8-й армии, а затем уничтожить блокированную нарвскую группировку противника и освободить город Нарву.
Части армии, исключая 16-й укреплённый район, приступили к форсированию Нарвы силами двух (131-й и 191-й) дивизий первого эшелона 25 июля 1944 года. 16-й укреплённый район начал наступление на город Нарва в лоб с востока 24 июля 1944 года. Войскам армии противостояли части армейской группы «Нарва».
Наступлению предшествовала артиллерийская подготовка из более чем 1000 орудий, начавшаяся в 7-00 и длившаяся 80 минут. Посредством артподготовки разрушалась мощная система укреплений и заграждений на левом берегу реки. 131-я стрелковая дивизия форсировала реку в районе Тырвала, 191-я стрелковая дивизия в районе Васа, и уже к 9 часам утра первая и вторая полоса обороны были взяты. 191-я стрелковая дивизия после этого развернулась фронтом на юг и начала наступление вдоль реки на Нарву, а 131-я стрелковая дивизия — вдоль побережья Финского залива. В ночь на 26 июля 1944 года через реку переправился второй эшелон наступления: 109-й стрелковый корпус, который был направлен к 131-й стрелковой дивизии. Вместе с тем, 16-й укреплённый район перегруппировался и, переправившись через реку несколько южнее Нарвы, вышел на подступы к городу с юго-запада. Ранним утром 26 июля 1944 года завязались бои за город, но сопротивление противника было несильным, поскольку к тому времени немецкое командование уже начало отвод войск на заранее подготовленный рубеж «Танненберг». Уже в 8 утра Нарва была освобождена.
Наступление продолжилось и к исходу 27 июля 1944 года войска армии достигли рубежа Мульнасааре, Ластиколония, таким образом выйдя на рубеж «Танненберг». Прорвать полосу обороны войскам армии не удалось: ожесточённый штурм полосы продолжался до 10 августа 1944 года, после чего армия перешла к обороне и находилась там до 3 сентября 1944 года.
С 3 сентября 1944 года, по утверждённому плану Таллинской наступательной операции, в соответствии с которым советское командование отказалось от штурма «Линии Танненберг» в лоб, предпочтя выйти на эту линию с тыла, 2-я ударная армия начала переброску на юго-западное побережье Чудского озера, на рубеж реки Эмайыги. В состав армии вошли стоявшие на том участке 116-й и 118-й стрелковые корпуса и 14-й укреплённый район, до этого входившие в состав 3-го Прибалтийского фронта. 8-й армии были оставлены 9-й и 16-й укрепрайоны и 117-й стрелковый корпус. Переброска армии была в основном закончена к 12 сентября 1944 года, штаб армии развернулся в районе мызы Камбья. Части усиления прибыли только в ночь на 16 сентября 1944 года, а подвижная группа фронта лишь к исходу 21 сентября 1944 года. Переброска войск армии была своевременно обнаружена противником.
Таким образом, к началу операции в составе армии имелось 11 стрелковых дивизий, 2040 артиллерийских орудий, 300 танков и самоходно-артиллерийских установок, личного состава 87385 человек. Ей противостояли 207-я охранная дивизия с приданными частями, 87-я пехотная дивизия и 563-я пехотная дивизия с приданными ей подразделениями 20-й эстонской дивизии СС и полка «Вильянди». Всего армии противостояло 44670 человек, 157 противотанковых орудий, 83 орудия полковой артиллерии, 216 дивизионной артиллерии, 81 орудие резерва главного командования, 358 миномётов. Танков в полосе обороны противника не имелось.
Перед армией стояла задача ударом из района Тарту в общем направлении на Раквере разгромить группировку противника и, надёжно прикрывшись с запада, развивать наступление в северном и северо-западном направлениях, где соединиться с 8-й армией, которая должна была наступать через «Линию Танненберг», тем самым окружив группировку противника на Нарвском перешейке, и после этого наступать на Таллин. Ближайшую задачу армии глубиной 60 километров намечалось выполнить в течение четырёх-пяти дней.
Между тем, ещё 16 сентября 1944 года Гитлер подписал приказ о проведении операции «Астер», представляющей собой вывод войск из Эстонии. Войскам, противостоящим 2-й ударной армии, предписывалось удерживать оборону до 19 сентября 1944 года, с тем, чтобы обеспечить эвакуацию войск от «Линии Танненберг»
2-я ударная армия перешла в наступление 17 сентября 1944 года. В 7-30 началась артиллерийская подготовка, которая продолжалась 50 минут, в 8-20, при поддержке авиации, началось форсирование реки Эмайыги в 13 пунктах переправ, и к 9 часам первая траншея была уже захвачена. 108-й стрелковый корпус, наступавший с плацдарма, также прорвал оборону и начал продвижение в глубину обороны. В итоге первого дня наступления войска армии прорвали оборону противника на 30-километровом фронте от Чудского озера до Кяркна, продвинувшись в глубь обороны противника на разных направлениях от 5 до 18 километров, к исходу дня вышли на рубеж Варнья, Коса, Вазула и южный берег реки Аммэ, при этом противник потерял убитыми и ранеными около 3000 и пленными 690 солдат и офицеров.
За 18 сентября 1944 года войска армии расширили фронт прорыва до 45 километров и с боями продвинулись в глубину его обороны до 28 километров, освободив более чем 450 населённых пунктов. Противник продолжал сопротивление в опорных пунктах и на промежуточных рубежах, прибегая в том числе к контратакам, с тем, чтобы обеспечить отвод войск и их эвакуацию (погрузка в Таллине и Пярну началась уже 17 сентября 1944 года). 20 сентября 1944 года войска 2-й ударной армии и 8-й армии встретились в Раквере, где первый этап операции был закончен и армии развернулись фронтом на запад, преследуя противника. При этом окружения войск противника не состоялось; войска противника от линии «Танненберг» были выведены в полном порядке.
Перед армией была поставлена новая задача: к исходу 21 сентября 1944 года выйти на рубеж Ассамалла, Тамсалу, Коэру, Пыльтсамаа, а к исходу 22 сентября 1944 года на рубеж Пэги, Ярва-Мадисе, Пайде, Выхма, озеро Парика, устье реки Тянассильма; овладеть Косе, Вахасту, Тюри. 8-й эстонский стрелковый корпус был направлен на Таллин, несколько в сторону от общего направления наступления армии. Передовые отряды корпуса появились у Таллина уже 21 сентября 1944 года, их атаки были отбиты группами прикрытия. 22 сентября 1944 года эвакуация из Таллина была завершена, и в этот же день войска корпуса вошли в город, после чего были переданы в 8-ю армию.
Войска 2-й ударной армии развивали наступление на юг, в первый день наступления продвинувшись на 25 километров и освободив около 100 населённых пунктов, в том числе Тапа, 22 сентября 1944 года, местами преодолевая ожесточённое сопротивление, продвинулись вперёд от 15 до 50 километров и освободили свыше 300 населённых пунктов, в том числе Тюри. Перед войсками армии была поставлена задача развивать наступление в общем направлении на Пярну с задачей к 25 сентября 1944 года полностью очистить побережье Балтийского моря в Эстонии и взять Пярну, при этом частью сил наступать на Вильянди и также 25 сентября 1944 года взять город. Армия в основном выполнила задачу на два дня раньше: продвинувшись на отдельных направлениях на расстояние до 70 километров, оба города взяла уже 23 сентября 1944 года. После этого, армия продолжила наступление на юг, преследуя отходящие из южной Эстонии войска противника, 24 сентября 1944 года взяла Хаапсалу, и 26 сентября 1944 года, выйдя на рубеж Пикэвэре, Елбу, Аудру, Хядемэсте, Айнажи, Стайцелэ, Мазсалаце, соединилась с войсками 3-го Прибалтийского фронта.
27 сентября 1944 года армия была выведена в Резерв Ставки ВГК и с октября 1944 года из Тарту в составе 98-го, 108-го и 116-го стрелковых корпусов со средствами усиления, начала переброску в Польшу, где была 16 октября 1944 года включена во 2-й Белорусский фронт. Армия в течение первой половины октября 1944 года разгружалась в городе Острув-Мазовецкий и размещалась в лесах вокруг города.

### 1945
С 1 января 1945 года армия начала перегруппировку, занимая позиции на плацдарме на реке Нарев несколько севернее Пултуска, откуда армия должна была наступать на одном из главных направлений удара.
По плану операции предусматривался прорыв обороны противника в полосе шириной в 7 километров двумя стрелковыми корпусами (108-м и 98-м), которые должны были прорвать оборону, взять город Цеханув и обеспечить ввод в бой 8-го гвардейского танкового корпуса. Кроме того, две дивизии из состава армии наступали в юго-западном направлении, организуя северо-западную часть клещей окружения группировки противника в районе Пултуска (юго-западную организовывал правый фланг 65-й армии).
14 января 1945 года армия, после короткой артподготовки, перешла в наступление и быстро прорвала первую полосу обороны, завязав бои за вторую, а вскорости и за третью полосу. Отражая контратаки, в первый день наступления главные силы вклинились на расстояние около 5 километров. На второй день наступления сопротивление противника усилилось, в бой была введена подошедшая 7-я танковая дивизия, контратаками которой в некоторых местах войска армии даже были потеснены. Завязались встречные бои. По решению командира армии, танковый корпус был введён в бой до полного прорыва обороны, после чего наступление начало развиваться быстрее. 16 января 1945 года прорыв полосы был завершён, по фронту оборона была прорвана до 17 километров, в глубину до 20 километров и армия вышла на подступы к Цехануву. Между тем, в этот же день на направлении вспомогательного удара была ликвидирована группировка войск в Пултуске. 17 января 1945 года в бой на направлении главного удара были введены вторые эшелоны, 19 января 1945 года был взят Цеханув, и армия, пройдя за четыре дня свыше 60 километров, приблизилась к границам Восточной Пруссии.
В ночь на 20 января 1945 года армия по приказу вышестоящего командования, начала поворот наступления на север (с целью отрезать восточно-прусскую группировку противника) в направлении Остероде, Дейтш-Айлау. Армия с боем преодолела сильный оборонительный рубеж на подступах к Мариенбургу в районе Дейтш-Айлау и 25 января вышла к рекам Висла и Ногат, частью сил в нескольких местах форсировала эти реки и захватила небольшие плацдармы, а также взяла Мариенбург, от которого начала наступление на Эльбинг. С ходу взять уже окружённый к тому времени город не удалось и армия, обороняясь частью сил по Висле и Ногату (по фронту около 120 километров), где из района Данцига пытался пробиться противник к окружённому гарнизону Эльбинга а также, отражая атаки с востока, где из Восточной Пруссии пытались пробиться окружённые войска на территорию Германии, приступила к осаде города. В тяжелейших боях, город был взят только в ночь с 9 на 10 февраля 1945 года. На этом бои армии в Восточной Пруссии закончились, а армия вновь перегруппировалась, сосредоточив силы на своём левом фланге, по Висле, который до этого обороняла.
98-й стрелковый корпус остался оборонять правый фланг по Ногату, а двумя корпусами армия приступила к выполнению задачи: форсированию Вислы в районе Нойснбурга, и, наступая вдоль реки, окружить крепость Грауденц на восточном берегу реки, которую уже долго не могла взять 37-я гвардейская стрелковая дивизия (была передана в армию). С 16 февраля 1945 года армия частью сил начала штурм крепости с фронта, а 108-й стрелковый корпус между тем форсировал реку и окружил город с запада. Но бои за крепость велись вплоть до 6 марта 1945 года, и взять её удалось только благодаря повторному форсированию Вислы (142-я стрелковая дивизия), уже с запада на восток наступая на Грауденц. По словам К. К. Рокоссовского «гарнизон Грауденца, отрезанный от своих войск, сражался до конца». При этом часть войск армии продолжала медленное наступление на север вдоль Вислы, где противник оказывал ожесточённое сопротивление.
Однако полноценное участие в Хойнице-Кезлинская наступательной операции 2-го Белорусского фронта армия смогла принять после того, как был взят Грауденц.
11 марта 1945 года части армии взяли Диршау и вплотную подошли к Данцигу. С 14 марта 1945 года развернулось наступление на Данциг. 98-й стрелковый корпус, подошедший с востока через междуречье Вислы и Ногата и 116-й стрелковый корпус наступали на Данциг с запада и юго-запада, а 108-й стрелковый корпус наносил вспомогательный удар на северо-восток. С 14 марта 1945 года армия вела тяжелейшие бои и лишь к 26 марта 1945 года вышла на окраины Данцига. Ультиматум о капитуляции был отклонён, и армия, в числе других соединений фронта, приступила к штурму города, который был взят 30 марта 1945 года.
С 8 апреля 1945 года армия начала переброску маршем на Одер и к 15 апреля 1945 года заняла позиции на рубеже Каммин, Инамюнде на берегу Штеттинской бухты.
В последних боях в ходе войны армия принимала ограниченное участие.
Во время наступления войск 2-го Белорусского фронта армия с 20 апреля 1945 года демонстрировала подготовку к переправе, но удар фронта, сопряжённый с форсированием Одера, наносился южнее, силами 65-й армии. Войска армии переправились через Одер в полосе 65-й армии только 26 апреля 1945 года и вошли в Штеттин, после чего начали наступление на Анклам и Штральзунд. 29 апреля 1945 года Анклам был взят с боем, затем 30 апреля 1945 года без боя капитулировал Грайфсвальд, однако Штральзунд пришлось брать с боем, так же как и во взаимодействии с войсками 19-й армии Свинемюнде (бои продолжались с 27 апреля 1945 года по 5 мая 1945 года). Последними операциями армии стали занятие островов Воллин, Узедом и Рюген, где местами оказывалось неорганизованное сопротивление.

## Послевоенный период
В июле 1945 года 2 УдА вошла в состав образованной Группы советских оккупационных войск в Германии (управление — г. Варен). В январе 1946 года управление армии было выведено с территории Германии и обращено на создание управления вновь созданного в январе 1946 года Архангельского военного округа.
В декабре 1976 года ветеранами армии при активном участии бывшего командующего генерала И. И. Федюнинского были образованы советы ветеранов 2-й ударной армии в Москве и Ленинграде, которые объединили около 50 советов ветеранов-однополчан в других городах страны. Всего было учтено более 20000 ветеранов армии, а также созданы около 80 музеев, экспозиций, уголков боевой славы, посвящённых армии в Ленинграде, в Москве, в Нарве, в Малой Вишере, в Чудове, в Ломоносове и в Новгороде.

## Командный состав
Командующие
- генерал-лейтенант Соколов, Григорий Григорьевич (с 25.12.1941 по 10.01.1942)
- генерал-лейтенант Клыков, Николай Кузьмич (с 10.01.1942 по 16.04.1942)
- генерал-лейтенант Власов, Андрей Андреевич (с 16.04.1942 по 01.07.1942)
- генерал-лейтенант Клыков, Николай Кузьмич (с 24.07.1942 по 02.12.1942)
- генерал-лейтенант Романовский, Владимир Захарович (с 02.12.1942 по 23.12.1943)
- генерал-лейтенант, с октября 1944 г. генерал-полковник Федюнинский, Иван Иванович (с 24.12.1943 по 29.01.1946)

Начальники штаба
- генерал-майор Визжилин, Виктор Алексеевич (с 25.12.1941 по 07.03.1942)
- полковник Виноградов, Павел Семёнович (с 04.04.1942 по 24.05.1942)
- полковник Артюшенко, Павел Алексеевич (с 24.05.1942 по 15.07.1942)
- полковник Козачек, Сергей Борисович (с 15.07.1942 по 11.08.1942)
- полковник Свиклин, Теодор-Вернер Андреевич (с 11.08.1942 по 12.11.1942)
- генерал-майор Микульский, Семён Петрович (с 12.11.1942 по 15.12.1942)
- генерал-майор Кокорев, Пётр Иванович (с 15.12.1942 по 04.1946)

Члены Военного Совета
- бригадный комиссар Михайлов, Андрей Иванович (с 25.12.1941 по 11.02.1942)
- дивизионный комиссар Зеленков, Марк Никанорович (с 11.02.1942 по 05.03.1942)
- дивизионный комиссар Зуев, Иван Васильевич (с 05.03.1942 по 17.07.1942)
- корпусной комиссар Диброва, Пётр Акимович (с 17.07.1942 по 05.12.1942)
- генерал-майор интендантской службы Рябчий, Карп Григорьевич (с 06.12.1942 по 11.01.1943)
- генерал-майор Кузнецов, Алексей Александрович (с 11.01.1943 по 10.03.1943)
- генерал-майор Писклюков, Василий Тимофеевич (с 12.03.1943 по 13.04.1944)
- генерал-майор Мжаванадзе, Василий Павлович (с 14.04.1944 по 31.05.1944)
- полковник, с 19.09.1944 генерал-майор Шабалин, Николай Иванович (с 12.06.1944 по 24.02.1945)
- полковник Кузьмин, Пётр Васильевич (с 24.02.1945 по 09.07.1945)[30]

Начальники артиллерии
- полковник Гуковский, Емельян Исаевич (февраль-март 1942)

## Боевой состав
В различное время в состав армии входили:
| Стрелковые и кавалерийские соединения и части                                                          | Стрелковые и кавалерийские соединения и части | Стрелковые и кавалерийские соединения и части                                                                                 | Стрелковые и кавалерийские соединения и части |
| Корпуса                                                                                                | Дивизии | Бригады | Иные части |
| --- | --- | --- | --- |
| 4, 6, 30, 40 гвардейские стрелковые, 43, 98, 108, 109, 116, 117, 122, 124 стрелковые, 13 кавалерийский | 3, 19, 37, 45, 63, 64, 101, 102 гвардейские стрелковые, 11, 13, 18, 43, 46, 48, 71, 72, 80, 86, 90, 92, 98, 109, 111, 120, 123, 124, 125, 128, 131, 142, 147, 168, 177, 189, 191, 196, 201, 256, 259, 267, 27, 281, 314, 321, 326, 327, 364, 366, 372, 374, 376, 379, 381, 382 стрелковые, 25, 80, 87 кавалерийские | 28 гвардейская мотострелковая, 22, 23, 24, 25, 33, 50, 53, 55, 57, 58, 59, 123, 140 стрелковые, 48, 71, 73 морские стрелковые | 39, 40, 41, 42, 43, 44, 45, 46, 48, 49, 50, 93, 94, 95, 160, 161, 162, 163, 164, 165, 166, 167, 168, 169, 170, 171, 173 лыжные батальоны, 73, 91, 130, 338, 345 пулемётно-артиллерийские батальоны, 37 истребительно-противотанковый батальон, 9, 16, 153, 161 укрепрайоны |

| Артиллерийские корпуса, дивизии и бригады | Артиллерийские корпуса, дивизии и бригады                                             | Артиллерийские корпуса, дивизии и бригады | Артиллерийские корпуса, дивизии и бригады                                        | Артиллерийские корпуса, дивизии и бригады | Артиллерийские корпуса, дивизии и бригады | Артиллерийские корпуса, дивизии и бригады |  |
| Корпуса                                   | Дивизии                                                                               | Лёгкие и противотанковые бригады          | Гаубичные бригады                                                                | Пушечные бригады                          | Миномётные бригады                        | Миномётные РС бригады                     |  |
| ----------------------------------------- | ------------------------------------------------------------------------------------- | ----------------------------------------- | -------------------------------------------------------------------------------- | ----------------------------------------- | ----------------------------------------- | ----------------------------------------- |  |
| 8                                         | 4 гвардейская миномётная, 1, 2, 15, 18, 23, 26 артиллерийские, 7, 43, 45, 47 зенитные | 1, 4, 20, 65, 75, 79, 166, 206            | 21, 31 гвардейские, 2, 3, 4, 35, 38, 58, 77, 80, 85, 96, 106, 112, 120, 156, 167 | 2, 7, 51, 56, 81, 161                     | 5, 9, 28, 41, 42                          | 4, 5, 7, 10, 12, 13, 31                   |  |

| Артиллерийские полки | Артиллерийские полки                                     | Артиллерийские полки | Артиллерийские полки | Артиллерийские полки                                  | Артиллерийские полки |  |
| Пушечные (в том числе армейские и корпусные)                                                                                      | Гаубичные                                                | Противотанковые      | Миномётные | Миномётные РС                                         | Зенитные |  |
| --- | -------------------------------------------------------- | -------------------- | --- | ----------------------------------------------------- | --- |  |
| 8, 13, 14, 40, 41, 42, 71 гвардейские, 18, 21, 24, 28, 70, 73, 116, 126, 138, 154, 311, 367, 442, 517,561, 1097, 1106, 1163, 1157 | 81, 137, 172, 168, 430, 445, 754, 839, 1198, 1225, 1640, | 760, 882, 884, 1070  | 230, 269 гвардейские, 104, 117, 120, 122, 144, 165, 184, 186, 188, 189, 191, 192, 193, 194, 281, 499, 502, 503, 504, 567, 615 | 18, 20, 24, 29, 30, 31, 38, 43, 81, 89, 318, 321, 322 | 300 гвардейский, 1, 2, 4, 245, 463, 464, 465, 474, 602, 632, 635, 737, 785, 803, 988, 1463, 1464, 1465, 1466, 1585, 1586, 1591, 1592, 1716 |  |

| Артиллерийские дивизионы и иные части | Артиллерийские дивизионы и иные части | Артиллерийские дивизионы и иные части | Артиллерийские дивизионы и иные части                             | Артиллерийские дивизионы и иные части              | Артиллерийские дивизионы и иные части |  |
| Тяжёлые и большой мощности            | Противотанковые                       | Миномётные                            | Миномётные РС                                                     | Зенитные                                           | Иные                                  |  |
| ------------------------------------- | ------------------------------------- | ------------------------------------- | ----------------------------------------------------------------- | -------------------------------------------------- | ------------------------------------- |  |
| 3, 317, 325, 328, 400, 409, 533, 535  |                                       |                                       | 6, 44, 105, 203, 205, 307, 509, 512, 513, 514, 541, 542, 543, 544 | 15, 71, 92, 100, 108, 116, 213, 306, 432, 461, 758 | 625 разведывательный                  |  |

| Танковые, механизированные, самоходно-артиллерийские соединения и части | Танковые, механизированные, самоходно-артиллерийские соединения и части                                        | Танковые, механизированные, самоходно-артиллерийские соединения и части | Танковые, механизированные, самоходно-артиллерийские соединения и части                                                                         | Танковые, механизированные, самоходно-артиллерийские соединения и части |  |
| Корпуса                                                                 | Бригады | Полки | Батальоны | Иные отдельные части                                                    |  |
| ----------------------------------------------------------------------- | --- | --- | --- | ----------------------------------------------------------------------- |  |
| 8 гвардейский танковый, 8 механизированный                              | 30, 58, 59, 60 гвардейские танковые, 16, 29, 98, 116, 122, 152, 185, 220 танковые, 66, 67, 68 механизированные | 31, 32, 46, 62, 86, 260 гвардейские танковые, 27, 45, 82, 98, 124, 185, 204, 205, 222 танковые, 301 гвардейский самоходно-артиллерийский, 108, 114, 895, 1196, 1197, 1222, 1297, 1434, 1439, 1476, 1811, 1817 самоходно-артиллерийские | 86, 116, 118, 160, 162, 166, 500, 501, 503, 507 танковые, 17, 32, 42, 44 аэросанные, 4 автоброне, 6 гвардейский мотоциклетный, 97 мотоциклетный | 72 гвардейский ОСНАЗ, 71, 72 дивизионы бронепоездов, 4, 22 бронепоезд   |  |

| Военно-воздушные силы | Военно-воздушные силы | Военно-воздушные силы    | Военно-воздушные силы | Военно-воздушные силы       | Военно-воздушные силы                       |  |
| Корпуса               | Дивизии               | Бомбардировочные полки   | Истребительные полки  | Штурмовые и смешанные полки | Иные части                                  |  |
| --------------------- | --------------------- | ------------------------ | --------------------- | --------------------------- | ------------------------------------------- |  |
| не имелось            | не имелось            | 121, 657, 658, 697, 704, | 156, 522              | 313, 696                    | 844 транспортный полк, 116 разведэскадрилья |  |

| Инженерные, сапёрные, понтонно-мостовые и огнемётные части                                                                                       | Инженерные, сапёрные, понтонно-мостовые и огнемётные части | Инженерные, сапёрные, понтонно-мостовые и огнемётные части | Инженерные, сапёрные, понтонно-мостовые и огнемётные части | Инженерные, сапёрные, понтонно-мостовые и огнемётные части |  |
| Бригады | Инженерные батальоны                                       | Сапёрные батальоны                                         | Понтонно-мостовые батальоны                                | Огнемётные части                                           |  |
| --- | ---------------------------------------------------------- | ---------------------------------------------------------- | ---------------------------------------------------------- | ---------------------------------------------------------- |  |
| 1 гвардейская штурмовая инженерно-сапёрная, 3 сапёрная, 3 штурмовая инженерно-сапёрная, 21, 53 инженерно-сапёрные, 2, 39 специального назначения | 5, 109, 136, 248, 295, 447, 770, 771,                      | 539, 734, 764, 1234, 1708, 1741, 1746, 1770,               | 9, 32, 48, 55, 122                                         | 29, 34 батальоны, 175 рота                                 |  |

### Помесячный боевой состав армии
| Помесячный боевой состав армии                                          | Помесячный боевой состав армии                          | Помесячный боевой состав армии | Помесячный боевой состав армии | Помесячный боевой состав армии | Помесячный боевой состав армии                          | Помесячный боевой состав армии                  | Помесячный боевой состав армии |
| Дата (в составе фронта)                                                 | Участвовала в операции                                  | Стрелковые и кавалерийские соединения | Артиллерийские и миномётные соединения | Танковые и механизированные соединения | Авиация                                                 | Инженерные и сапёрные части                     | Огнемётные части               |
| ----------------------------------------------------------------------- | ------------------------------------------------------- | --- | --- | --- | ------------------------------------------------------- | ----------------------------------------------- | ------------------------------ |
| 01.01.1942 (Волховский фронт)                                           | Любанская наступательная операция                       | 327 сд, 22, 23, 24, 25, 53, 57, 58, 59 сбр, 39, 40, 41, 42, 43, 44 олыжб | 18 ап, 839 гап | 160, 162 отб | 121 бап, 522 иап, 704 лбап                              | 1741, 1746 осб                                  | -                              |
| 01.02.1942 (Волховский фронт)                                           | Любанская наступательная операция                       | 111, 191, 327, 366, 382 сд, 22, 23, 24, 53, 57, 58, 59 сбр, 13 кк (25, 80, 87 кд), 39, 40, 41, 42, 43, 44, 45, 46, 48, 49, 50, 160, 161, 162, 163, 164, 165, 166, 167, 168, 169, 170, 171 олыжб                 | 839 гап, 18 ап, 884 ап ПТО, 6, 44, 108, 203 огв. мдн, 306 озадн | 160, 162 отб | 156, 522 иап, 121 бап, 657, 658, 697, 704 лбап, 116 раэ | 1234, 1708, 1741, 1746 осб                      | -                              |
| 01.03.1942 (Волховский фронт)                                           | Любанская наступательная операция                       | 46, 191, 327, 382 сд, 22, 24, 25, 53, 57, 58, 59 сбр, 13 кк (25, 80, 87 кд, 101 окп), 39, 40, 42, 43, 44, 45, 46, 48, 49, 50, 93, 94, 95, 160, 161, 162, 163, 164, 165, 166, 167, 168, 169, 170, 171, 173 олыжб | 18, 442 ап, 839 гап, 884 ап ПТО, 105, 203 огв. мдн, 100, 306 озадн | 160, 162 отб | 313 шап, 522 иап, 657, 696, 697, 704 лбап               | 1234, 1708, 1741, 1746, 1770 осб                | -                              |
| 01.04.1942 (Волховский фронт)                                           | Любанская наступательная операция                       | 146, 92, 191, 259, 327, 382 сд, 22, 24, 25, 53, 57, 58, 59 сбр, 13 кк (25, 80, 87 кд), 40 олыжб | 18, 442 ап, 839 гап, 3/168 гап, 24 гв. мп, 203/31 гв. мп, 100, 306 озадн | 166 отб | 313 шап, 522 иап, 657, 696, 697 лбап                    | 1234, 1708, 1741, 1746, 1770 осб                | -                              |
| 01.05.1942 (Ленинградский фронт) (Группа войск Волховского направления) | Любанская наступательная операция                       | 46, 92, 191, 259, 327, 382 сд, 22, 25, 53, 57, 59 сбр, 40 олыжб, 13 кк (25, 80, 87 кд) | 18, 442 аап, 839 гап, 31 гв. мп (без д-на), 100, 306 озадн | 166 отб | 313 шап, 522 иап, 696 лбап, 844 трап                    | 1234, 1708, 1741, 1746, 1770 осб                | -                              |
| 01.06.1942 (Ленинградский фронт) (Волховская группа войск)              | Операция по выводу войск 2-й ударной армии из окружения | 19 гв., 46, 92, 259, 267, 327, 382 сд, 22, 23, 25, 53, 57, 59 сбр | 18, 442 аап, 839 гап, 31 гв. мп (без 6 д-на), 100, 306 озадн | 166 отб | 313 шап, 696 лбап, 844 трап                             | 1234, 1708, 1741, 1746, 1770 осб                | -                              |
| 01.07.1942 (Волховский фронт)                                           | -                                                       | 19 гв., 46, 92, 259, 267, 327, 382 сд, 22, 23, 25, 53, 57, 59 сбр | 18, 442 аап, 839 гап | 166 отб | 696 лбап, 844 трап                                      | 1234, 1708, 1741, 1746 осб                      | -                              |
| 01.08.1942 (Волховский фронт)                                           | -                                                       | 19 гв., 327 сд | 18, 442 аап, 839 гап | - | -                                                       | 1234, 1708, 1741, 1746 осб                      | -                              |
| 01.09.1942 (Волховский фронт)                                           | Синявинская операция                                    | 191, 374 сд | 165 минп, 541 и 542 огв. тмдн | - | -                                                       | 1234, 1708, 1741, 1746 осб                      | -                              |
| 01.10.1942 (Волховский фронт)                                           | Синявинская операция                                    | 4 гв. ск (259, 372, 374 сд, 23, 33, 140 сбр), 6 гв. ск (3 гв., 376 сд), 19 гв., 128, 256, 314 сд | 8 и 71 гв., 70 аап, 40 и 42 гв. кап, 137, 168, 1198 гап б/м, 172, 445, 1225 гап, 1163 пап, 117, 120, 122, 165, 186, 188, 189 минп, 20 (без 211 д-на), 24 гв. мп, 81 гв. тмп, 115 огв. мдн, 513, 514, 541, 542, 543, 544 огв. тмдн, 245, 463 зенап, 461 озадн                                                                                      | 29, 98, 122 тбр | -                                                       | 3 сбр, 5, 109, 248, 771 оиб, 539 оминсб, 55 пмб | -                              |
| 01.11.1942 (Волховский фронт)                                           | -                                                       | 327, 376 сд, 22, 53 сбр, 73 морская сбр | 168 гап б/м, 117, 120, 165 минп, 20 гв. мп (без 211 д-на), 245 зенап, 461 озадн | - | -                                                       | 771 оиб                                         | -                              |
| 01.12.1942 (Волховский фронт)                                           | -                                                       | 327, 376 сд, 22, 53 сбр, 73 морская сбр | 168 гап б/м, 117, 120, 165 минп, 245 зенап | 16, 122 тбр, 500, 501, 503, 507 отб | -                                                       | 771 оиб                                         | -                              |
| 01.01.1943 (Волховский фронт)                                           | Операция по прорыву блокады Ленинграда                  | 11, 18, 71, 128, 147, 191, 256, 314, 327, 372, 376 сд, 22 сбр | 561 аап, 168 гап БМ, 5 минбр (2 ад), 122, 191, 192, 193, 194, 499, 502, 503, 504 аминп, 165 минп, 20 гв. мп (без 211 д-на), 29 гв. мп, 43 зенад (464, 635, 1463, 1464 зенап), 45 зенад (1, 2, 737 зенап), 15, 213 озадн | 16, 98, 122, 185 тбр, 32 гв. отп, 500, 501, 503, 507 отб, 32, 44 оаэсб, 22 отд. зенит. бронепоезд | 696 сап                                                 | 136, 770 оиб                                    | -                              |
| 01.02.1943 (Волховский фронт)                                           | Операция по прорыву блокады Ленинграда                  | 11, 18, 71, 80, 147, 191, 239, 256, 314, 364, 376, 379 сд, 22 сбр, 11 лыжбр | 13 гв., 21, 24, 561 аап, 168, 430 гап БМ, 122, 191, 192, 193, 194, 499, 502, 503, 504 аминп, 165 минп, 10, 12 огв. мбр, 20 гв. мп (без 211 д-на), 29, 318 гв. мп, 509, 512 огв. мдн, 43 зенад (464, 635, 1463, 1464 зенап), 45 зенад (737, 1465, 1466 зенап), 15, 213 озадн                                                                       | 16, 98 тбр, 32 гв. отп, 500, 501, 503, 507 отб, 32, 44 оаэсб, 22 отд. зенит. бронепоезд | 696 сап                                                 | 32 пмб, 764 оминсб, 770 оиб                     | -                              |
| 01.03.1943 (Ленинградский фронт)                                        | -                                                       | 64 гв., 11, 18, 71, 128, 147, 314, 364, 376, 379 сд, 22 сбр, 73 морская сбр | 2 ад (20 лабр, 7 пабр, 4 габр, 5 минбр), 21, 561 аап, 168, 430 гап БМ, 122, 504 аминп, 165 минп, 20, 318 гв. мп, 43 зенад (464, 635, 1463, 1464 зенап), 737 зенап (45 зенад), 15 озадн | 16, 98 тбр, 32 гв. отп, 500, 501, 503, 507 отб, 32, 44 оаэсб | -                                                       | 39 ибр с/н, 53 исбр, 770 оиб                    | -                              |
| 01.04.1943 (Волховский фронт)                                           | -                                                       | 11, 71, 128, 314, 376 сд, 22 сбр, 73 морская сбр, 345 опаб | 21, 561 аап, 168 гап БМ, 884 иптап, 122, 165, 193, 504 минп, 20 гв. мп, 43 зенад (464, 635, 1463, 1464 зенап), 15 озадн | 98 тбр, 32 гв. отп, 507 отб, 32, 44 оаэсб | -                                                       | 770 оиб                                         | -                              |
| 01.05.1943 (Ленинградский фронт)                                        | -                                                       | 11, 86, 30, 128, 314, 376 сд, 73 морская сбр, 55, 123 сбр, 16 УР | 21, 28, 561 аап, 1106 пап, 754 гап, 168 гап БМ, 882, 884 иптап, 104, 122, 144, 193, 504 аминп, 165, 281 минп, 20, 318, 321 гв. мп, 43 зенад (464, 635, 1463, 1464 зенап), 4, 785, 803, 988 зенап, 108 озадн | 98 тбр, 86, 118, 507 отб,32, 44 оаэсб | -                                                       | 770 оиб, 734 оминсб                             | -                              |
| 01.06.1943 (Ленинградский фронт)                                        | -                                                       | 11, 86, 128, 314, 376 сд, 73 морская сбр, 55, 126 сбр, 16 УР, 37 оиптб | 311 пап (81 пабр), 21, 28, 561, 1106 пап, 754 гап, 1640 гап БМ, 400 опадн БМ, 882, 884 иптап, 104, 281 аминп, 122, 144, 165, 193, 504 минп, 20, 30 гв. мп, 43 зенад (464, 1463, 1464 зенап), 4 зенап, 108 озадн | 98 тбр, 86, 118, 507 отб | -                                                       | 770 оиб, 734 оминсб                             | -                              |
| 01.07.1943 (Ленинградский фронт)                                        | -                                                       | 43 ск (11, 128, 314, сд), 86, 376 сд, 55, 123 сбр, 73 морская сбр, 16 УР | 21 гв. габр БМ, 311 пап (81 пабр), 21, 28, 561, 1106 пап, 754 гап, 882, 884 иптап, 400 опадн БМ, 230 гв., 104, 122, 144, 193, 281, 504 минп, 20, 30 гв. мп, 43 зенад (464, 635, 1463, 1464 зенап), 108 озадн | 98 отп, 86, 116 отб | -                                                       | 770 оиб, 734 оминсб                             | -                              |
| 01.08.1943 (Ленинградский фронт)                                        | Мгинская наступательная операция                        | 86, 120, 124, 201, 376 сд, 55, 123 сбр, 73 морская сбр | - | - | -                                                       | -                                               | -                              |
| 01.09.1943 (Ленинградский фронт)                                        | -                                                       | 72, 86, 90, 120, 123, 201 сд, 55, 123 сбр | - | - | -                                                       | 734, 770 оиб                                    | -                              |
| 01.10.1943 (Ленинградский фронт)                                        | -                                                       | 72, 86, 123, 131, 201 сд | - | - | -                                                       | 734, 770 оиб                                    | -                              |
| 01.11.1943 (Ленинградский фронт)                                        | -                                                       | 30 гв. ск (45, 63 и 64 гв. сд), 86, 90, 131, 201 сд | 758 озадн | 152, 220 тбр, 31 и 46 гв., 205 отп, 71 одн брп | -                                                       | 734 оиб                                         | -                              |
| 01.12.1943 (Ленинградский фронт)                                        | -                                                       | 43 ск (90, 93, 131 сд), 11, 48, 168 сд, 50 сбр, 48 и 71 морские сбр, 73, 91, 130, 338, 345 опаб | 754 гап, 760 иптап, 533, 535 опадн БМ, 230 гв., 144, 184, 281 минп, 30 гв. мп, 803 зенап, 92, 116 озадн | 98, 204 отп, 17, 42 оаэсб, 4 оабрб | -                                                       | 295, 734 оиб                                    | -                              |
| 01.01.1944 (Ленинградский фронт)                                        | Красносельско-Ропшинская наступательная операция        | 43 ск (48, 90, 98 сд), 122 ск (11, 131, 168 сд), 43 сд, 50 сбр, 48, 71 морсбр, 16 УР | 116, 154 кап, 754 гап, 533, 535 отпадн, 760 иптап, 230 гв., 144, 184, 281 минп, 30, 318 и 322 гв. мп, 803 зенап, 92, 116 озадн | 152 тбр, 98, 204, 222 отп, 17, 42 оаэсб, 4 оабрб | -                                                       | 295, 447, 734 оиб                               | -                              |
| 01.02.1944 (Ленинградский фронт)                                        | Красносельско-Ропшинская наступательная операция        | 43 ск (48, 98, 131 сд), 109 ск (109, 125, 189 сд), 122 ск (11, 43, 314 сд), 13 сд, 50 сбр, 48, 71 морсбр, 16 УР                                                                                                 | 18 адп (65 лабр, 58 габр, 3, 80 тгабр, 120 габр БМ, 42 минбр), 81 пабр, 116, 154 кап, 73, 126, 1106 пап, 754 кап, 760, 882 иптап, 533, 535 отпадн, 230 гв., 144, 174, 184, 281, 567 минп, 30, 38, 318 и 322 гв. мп, 43 зенад (464, 635, 1463, 1464 зенап), 803 зенап, 92, 116 озадн                                                               | 30 гв. тбр, 46 гв., 222 отп, 1439, 1495, 1811 сап, 4 оабрб, 17, 42 оаэсб | -                                                       | 295, 447, 734 оиб                               | -                              |
| 01.03.1944 (Ленинградский фронт)                                        | -                                                       | 43 ск (48, 98, 131 сд), 109 ск (109, 125, 314 сд), 124 ск (13, 80, 177 сд, 71 морсбр), 16 УР | 81 пабр, 1157 кап, 73, 126, 1106 пап, 760, 882 иптап, 409 отпадн, 230 гв., 144, 174 минп, 29, 30 и 322 гв. мп, 7 зенад (465, 474, 602, 632 зенап), 803 зенап, 116 озадн | 30 гв. тбр, 222 отп, 1439, 1495, 1811 сап, 4 оабрб | -                                                       | 295, 734 оиб                                    | -                              |
| 01.04.1944 (Ленинградский фронт)                                        | -                                                       | 30 гв. ск (45, 63 и 64 гв. сд), 109 ск (72, 109, 125 сд), 191 сд, 16 УР | 1157 кпап, 73, 1097 пап, 760 иптап, 230 гв., 194, 499 минп, 29 и 38 гв. мп, 43 зенад (464, 635, 1463, 1464 зенап), 803 зенап, 116 озадн | 124 отп, 1495 сап, 4 оабрб | -                                                       | 295 оиб, 734 оиб                                | 175 орро                       |
| 01.05.1944 (Ленинградский фронт)                                        | -                                                       | 30 гв. ск (45, 63 и 64 гв. сд), 43 ск (48, 131, 191 сд), 109 ск (109, 124, 196 сд), 16 УР | 51 пабр, 116, 1157 кпап, 73, 1097, 1106 пап, 760 иптап, 230 гв., 194, 499 минп, 38 гв. мп, 43 зенад (464, 635, 1463, 1464 зенап), 71 озадн | 124 отп, 1495 сап, 4 оабрб | -                                                       | 295 оиб                                         | 175 орро                       |
| 01.06.1944 (Ленинградский фронт)                                        | -                                                       | 43 ск (131, 191, 224 сд), 124 ск (48, 124, 196 сд), 16 УР | 161 пабр, 116 кпап, 760 иптап, 230 гв., 194, 499 минп, 38 гв. мп, 43 зенад (464, 635, 1463, 1464 зенап), 803 зенап, 432 озадн | 124 отп, 1495 сап, 4 оабрб | -                                                       | 295 оиб                                         | 175 орро                       |
| 01.07.1944 (Ленинградский фронт)                                        | -                                                       | 48, 131, 191 сд, 16 УР | 161 пабр, 116 кпап, 760 иптап, 328 оадн ОМ, 230 гв., 194, 499 минп, 38 гв. мп, 803 зенап, 116, 432 озадн | 4 оабрб, 72 одн брп | -                                                       | -                                               | 175 орро                       |
| 01.08.1944 (Ленинградский фронт)                                        | Нарвская наступательная операция                        | 109 ск (72, 109, 125 сд), 122 ск (43, 98, 189 сд), 124 ск (48, 131, 256 сд), 16 УР | 8 акп: 18 адп (65 лабр, 58 габр, 2, 80 тгабр, 120 габр БМ, 42 минбр), 23 адп (79 лабр, 38 габр, 3, 96 тгабр, 21 гв. габр БМ, 28 минбр); 161 пабр, 28, 154 кпап, 14 гв., 70 пап, 760 иптап, 409 отпадн, 230 гв., 184, 194, 499, 504 минп, 18, 30 и 38 гв. мп, 7 зенад (465, 474, 602, 632 зенап), 803 зенап, 116, 432 озадн                        | 31 гв., 27, 45, 82, 98, 185 отп, 1222, 1811 сап, 4 оабрб, 71, 72 одн брп | -                                                       | 21 исбр                                         | 29 ооб, 175 орро               |
| 01.09.1944 (Ленинградский фронт)                                        | Таллинская наступательная операция                      | 30 гв. ск (45, 63 и 64 гв. сд), 117 ск (120, 125, 131 сд), 9, 16 УР | 161 пабр, 154, 1157 кап, 126, 367 пап, 760, 884 иптап, 409 отпадн, 329 оадн ОМ, 230 гв., 104, 184, 192, 194, 499 минп, 30 гв. мп, 7 зенад (465, 474, 602, 632 зенап), 803 зенап, 116, 432 озадн | 31 гв., 98 отп, 1222, 1811 сап, 4 оабрб, 71, 72 одн брп, 4 обрп | -                                                       | 21 исбр                                         | 175 орро                       |
| 01.10.1944 (Резерв Ставки ВГК)                                          | -                                                       | 98 ск (142, 281, 381 сд), 108 ск (46, 90, 372 сд), 116 ск (86, 321, 326 сд) | 81 пабр, 138 кпап, 803 зенап | - | -                                                       | 21 исбр                                         | -                              |
| 01.11.1944 (2-й Белорусский фронт)                                      | -                                                       | 98 ск (142, 281, 381 сд), 108 ск (46, 90, 372 сд), 116 ск (86, 321, 326 сд) | 81 пабр, 138 кпап, 760 иптап, 230 гв. минп, 803 зенап | - | -                                                       | 21 исбр                                         | -                              |
| 01.12.1944 (2-й Белорусский фронт)                                      | -                                                       | 98 ск (142, 281, 381 сд), 108 ск (46, 90, 372 сд), 116 ск (86, 321, 326 сд) | 81 пабр, 138 кпап, 760 иптап, 230 гв. минп, 803 зенап | 1196 сап | -                                                       | 21 исбр                                         | -                              |
| 01.01.1945 (2-й Белорусский фронт)                                      | Млавско-Эльбингская наступательная операция             | 98 ск (142, 281, 381 сд), 108 ск (46, 90, 372 сд), 116 ск (86, 321, 326 сд) | 8 акп: 1 адп (166 лабр, 167 габр, 156 тгабр, 112 габр БМ, 9 тминбр, 41 минбр, 13 гв. мбр), 23 адп (79 лабр, 38 габр, 3, 96 тгабр, 21 гв. габр БМ, 28 минбр), 625 орадн; 81 пабр, 138 кап, 760 иптап, 230 гв. минп, 4 гв. мд (4, 7 и 31 гв. мбр), 43 и 89 гв. мп, 47 зенад (1585, 1586, 1591, 1592 зенап), 803 зенап                               | 30 гв. тбр, 46 и 260 гв. отпп, 1196, 1297, 1434, 1476 сап | -                                                       | 21 исбр                                         | -                              |
| 01.02.1945 (2-й Белорусский фронт)                                      | Млавско-Эльбингская наступательная операция             | 98 ск (142, 281, 381 сд), 108 ск (46, 90, 372 сд), 116 ск (86, 321, 326 сд) | 8 акп: 1 адп (166 лабр, 167 габр, 156 тгабр, 112 габр БМ, 41 минбр, 9 тминбр, 13 гв. мбр), 23 адп (79 лабр, 38 габр, 3, 96 тгабр, 21 гв. габр БМ, 28 минбр); 26 ад (75 лабр, 56 пабр, 77 габр), 81 пабр, 138 кап, 760 иптап, 230 гв. минп, 4 гв. мд (4, 7 и 31 гв. мбр), 89 гв. мп, 47 зенад (1585, 1586, 1591, 1592 зенап), 803 зенап, 625 орадн | 8 мк (66, 67, 68 мехбр, 116 тбр, 86 гв. ттп, 114, 895 сап, 97 мцб, 615 минп, 205 гв. мдн, 1716 зенап); 30 гв. ттбр, 46 гв. тпп, 1196, 1197, 1434, 1476 сап                                                       | -                                                       | 3 шисбр, 21 исбр, 48, 122 мпмб                  | -                              |
| 01.03.1945 (2-й Белорусский фронт)                                      | Хойнице-Кезлинская наступательная операция              | 98 ск (142, 281, 381 сд), 108 ск (46, 90, 372 сд), 116 ск (86, 321, 326 сд), 37 гв. сд, 91, 153, 161 УР | 8 акп: 23 адп (79 лабр, 38 габр, 3, 96 тгабр, 21 гв. габр БМ, 28 минбр), 81 пабр, 81 гап, 41 гв., 138, 517 кап, 317 оадн ОМ, 625 орадн, 760 иптап, 230 гв. минп, 5 гв. мбр, 89 гв. мп, 47 зенад (1585, 1586, 1591, 1592 зенап), 803 зенап | 8 гв. тк (58, 59 и 60 гв. тбр, 28 гв. мсбр, 62 гв. ттп, 1070 лап, 301 гв., 1817 сап, 6 гв. мцб, 269 гв. минп, 307 гв. мдн, 300 гв. зенап), 30 гв. ттбр, 46 гв. тпп, 1196, 1297, 1434, 1476 сап, 72 гв. омб ОСНАЗ | -                                                       | 1 гв. шисбр, 21 исбр, 9 мпмб                    | 34 ооб                         |
| 01.04.1945 (2-й Белорусский фронт)                                      | -                                                       | 98 ск (142, 281, 381 сд), 108 ск (46, 90, 372 сд), 116 ск (86, 321, 326 сд), 161 УР | 2 кабр, 81 пабр, 81 гап, 41 гв., 138, 517 кап, 317 оадн ОМ, 1, 4 иптабр, 760 иптап, 230 гв. минп, 89 гв. мп, 47 зенад (1585, 1586, 1591, 1592 зенап), 803 зенап | 8 гв. тк (58, 59 и 60 гв. тбр, 28 гв. мсбр, 62 гв. ттп, 1070 лап, 301 гв., 1817 сап, 6 гв. мцб, 269 гв. минп, 307 гв. мдн, 300 гв. зенап), 30 гв. ттбр, 46 гв. тпп, 1196, 1197, 1434, 1476 сап                   | -                                                       | 1 гв. шисбр, 21 исбр, 9 мпмб                    | 34 ооб                         |
| 01.05.1945 (3-й Белорусский фронт)                                      | Штеттинско-Ростокинская наступательная операция         | 40 гв. ск (101 и 102 гв., 272 сд), 108 ск (46, 90, 372 сд), 116 ск (86, 321, 326 сд) | 15 адп (206 лабр, 31 гв., 35 габр, 85 тгабр, 106 габр БМ, 18 минбр), 81 пабр, 138 кап, 317 оадн ОМ, 5 иптабр, 760 иптап, 230 гв., 286 минп, 89 гв. мп, 803 зенап | 46 гв. тпп, 108, 1196, 1476 сап | -                                                       | 21 исбр                                         | -                              |

Войска связи:
- 123-й отдельный Нарвский[31] ордена Александра Невского[32] полк связи[33]

## Фильмы
- Вторая Ударная. Преданная армия Власова. Документально-публицистический фильм Алексея Пивоварова, (2011).